# Dzieżki (Białoruś)
Dzieżki (biał. Дзежкі, Dzieżki; ros. Дежки, Dieżki) – wieś na Białorusi, w obwodzie mińskim, w rejonie dzierżyńskim, w sielsowiecie Dobryniewo.

## Historia
Na południowy wschód od współczesnej wsi położona była dawniej druga wieś o podobnej nazwie, obecnie już nieistniejąca. Wieś leżąca w miejscu współczesnych zabudowań nosiła nazwę Wielkie Dzieżki (ros. Большие Дежки, Bolszyje Dieżki) oraz Dzieżki Ladne (ros. Дежки-Лядные, Dieżki-Ladnyje); druga z wsi nazywała się Małe Dzieżki (ros. Малые Дежки, Małyje Dieżki) lub Dzieżki.
W XIX i w początkach XX w. położone były w Rosji, w guberni mińskiej, w powiecie mińskim.
Po I wojnie światowej pod administracją polską, w Zarządzie Cywilnym Ziem Wschodnich, w okręgu mińskim, w powiecie mińskim.
W wyniku postanowień traktatu ryskiego znalazły się w granicach Związku Sowieckiego. W latach 1932–1937 w Polskim Rejonie Narodowym im. Feliksa Dzierżyńskiego. Od 1991 w niepodległej Białorusi.